# NGC 5757
NGC 5757 је спирална галаксија у сазвежђу Вага која се налази на NGC листи објеката дубоког неба.
Деклинација објекта је - 19° 4' 40" а ректасцензија 14h 47m 46,3s. Привидна величина (магнитуда) објекта NGC 5757 износи 12,0 а фотографска магнитуда 12,8. Налази се на удаљености од 39,5000 милиона парсека од Сунца. NGC 5757 је још познат и под ознакама ESO 580-33, MCG -3-38-14, IRAS 14449-1852, PGC 52839.